# Donato Antonio Tommasi
Pour les articles homonymes, voir Tommasi.
Donato Antonio Tommasi (Tarente, 17 février 1867 - Rome, 30 juin 1949) était un général et avocat  italien, qui, après la fin de la Première Guerre mondiale, était membre de la Commission d'enquête sur les événements de Caporetto, et était chargé de rédiger un rapport détaillé sur les exécutions sommaires qui ont eu lieu pendant la Première Guerre mondiale au sein de l'armée royale (Regio Esercito), connu sous le nom de "rapport Tommasi". Il a été membre de la Chambre des députés, pour la circonscription de Lecce, lors de la XXVIe législature (11 juin 1921-24 janvier 1924).

## Biographie
Il est né à Tarente le 17 février 1867, fils du sénateur Leonardo et de Mme Vita Corlianò. Après avoir obtenu son diplôme de droit, il devient avocat, puis entre au ministère de la Grâce et de la Justice, devenant d'abord procureur adjoint, puis procureur général du roi auprès du tribunal civil et pénal de Rome.
Au plus fort de la Première Guerre mondiale, le 11 juin 1916, il est intégré dans l'armée royale (Regio Esercito) avec le grade de lieutenant-général (tenente generale) de la justice militaire. Il occupe ensuite la fonction de vice-président de la Cour suprême de la guerre et de la marine du 13 décembre 1917 au 1er décembre 1923, date à laquelle il est mis à la retraite. Le 10 janvier 1918, il est nommé avocat général de l'armée.

### Commission d'enquête sur les événements de Caporetto et rapport sur les exécutions sommaires
Après le remplacement du général Luigi Cadorna comme chef d'état-major du Regio Esercito par le général Armando Diaz, le président du Conseil des ministres Vittorio Emanuele Orlando souhaite la création d'une commission d'enquête sur les événements qui ont conduit à la défaite de Caporetto. Par décret royal n° 35 du 12 janvier 1918 cette commission a été officiellement créée pour enquêter et faire un rapport sur les causes, et les éventuelles responsabilités, des événements qui ont conduit à la retraite du Regio Esercito du front d'Isonzo à la ligne du Piave (Front italien, en examinant en même temps les méthodes dans lesquelles elle a été menée. Le général d'armée Carlo Caneva, et les autres membres sont le lieutenant général Ottavio Ragni, qui meurt toutefois le 21 mai 1919 et n'est pas remplacé, le vice-amiral Felice Napoleone Canevaro, le sénateur Paolo Emilio Bensa et deux députés : Alessandro Stoppato, et Orazio Raimondo. Par décret ultérieur de la Lieutenance royale n° 675 du 17 mai 1918, la démission, pour raison de santé, du vice-amiral Canevaro a été acceptée et il a été remplacé par le vice-amiral Alberto De Orestis di Castelnuovo. La commission a clos ses travaux en mai 1919.
Le 28 juillet 1919, le ministre de la Guerre, le général Alberico Albricci, en accord avec le Premier ministre Francesco Saverio Nitti et le chef d'état-major Armando Diaz, lui demande de mener une enquête approfondie sur les exécutions sommaires qui ont eu lieu pendant la Première Guerre mondiale au sein de l'armée et de vérifier leur légitimité. Il a transmis la demande en question au Commandement suprême (Comando supremo militare italiano), dont le directeur du Bureau de la justice, le capitaine Ernesto Battaglini, a immédiatement répondu, déclarant que les données en sa possession comprenaient 107 exécutions sommaires, en plus de 34 autres émises par le général Andrea Graziani, pendant la retraite de Caporetto. Battaglini a également déclaré que les données se rapportaient à une période allant de mai 1915 à novembre 1917, alors qu'il n'y avait pas d'autres informations sur l'utilisation de cette pratique. Malgré le manque de coopérationqu'il reçoit des hauts commandements, il termine son rapport, qui comprend 196 pages et 46 annexes, au début du mois de septembre 1919. Dans ce rapport, qui fait état d'un total de 152 exécutions connues, il critique sévèrement les actions de Cadorna, notamment en ce qui concerne la circulaire télégraphique confidentielle n° 2910 du 1er novembre 1916, dans lequel le recours à la décimation est pratiquement légitimé.
Le rapport " Tommasi " n'a jamais été porté par le gouvernement devant le Parlement, et n'a donc pas été discuté lors des auditions confidentielles sur le rapport de la Commission d'enquête sur Caporetto, qui a été examiné par la Chambre des députés dans les séances des 6, 9, 10, 11, 12 et 13 septembre 1919. Ce rapport est resté oublié jusqu'à ce qu'il soit retrouvé aux Archives de l'État-major de l'Armée en 1966.
Après la fin de la guerre, il entre en politique et est élu député à la Chambre des députés, pour la circonscription de Lecce, lors de la XXVIe législature (11 juin 1921-24 janvier 1924).
Il décède à Rome le 30 juin 1949.

## Distinctions honorifiques

### Décorations italiennes
- Officier de l'ordre des Saints-Maurice-et-Lazare - décret royal du 1er juin 1918[10].>
- Officier de l'ordre de la Couronne d'Italie - arrêté royal du 26-29 octobre 1903[11]
- Chevalier de la grand-croix de l'ordre de la Couronne d'Italie

### Décorations étrangères
- Army Distinguished Service Medal (États-Unis) - 9 juillet 1918[12]